# Forêt de Hez-Froidmont
La forêt de Hez-Froidmont est un massif forestier domanial français de 2 800 hectares situé sur le territoire de sept communes dans le département de l'Oise, près de Clermont de l'Oise, dans la région Hauts-de-France, à 60 kilomètres au nord de Paris. D'accès public, elle est gérée par l'ONF.

## Géographie

### Localisation

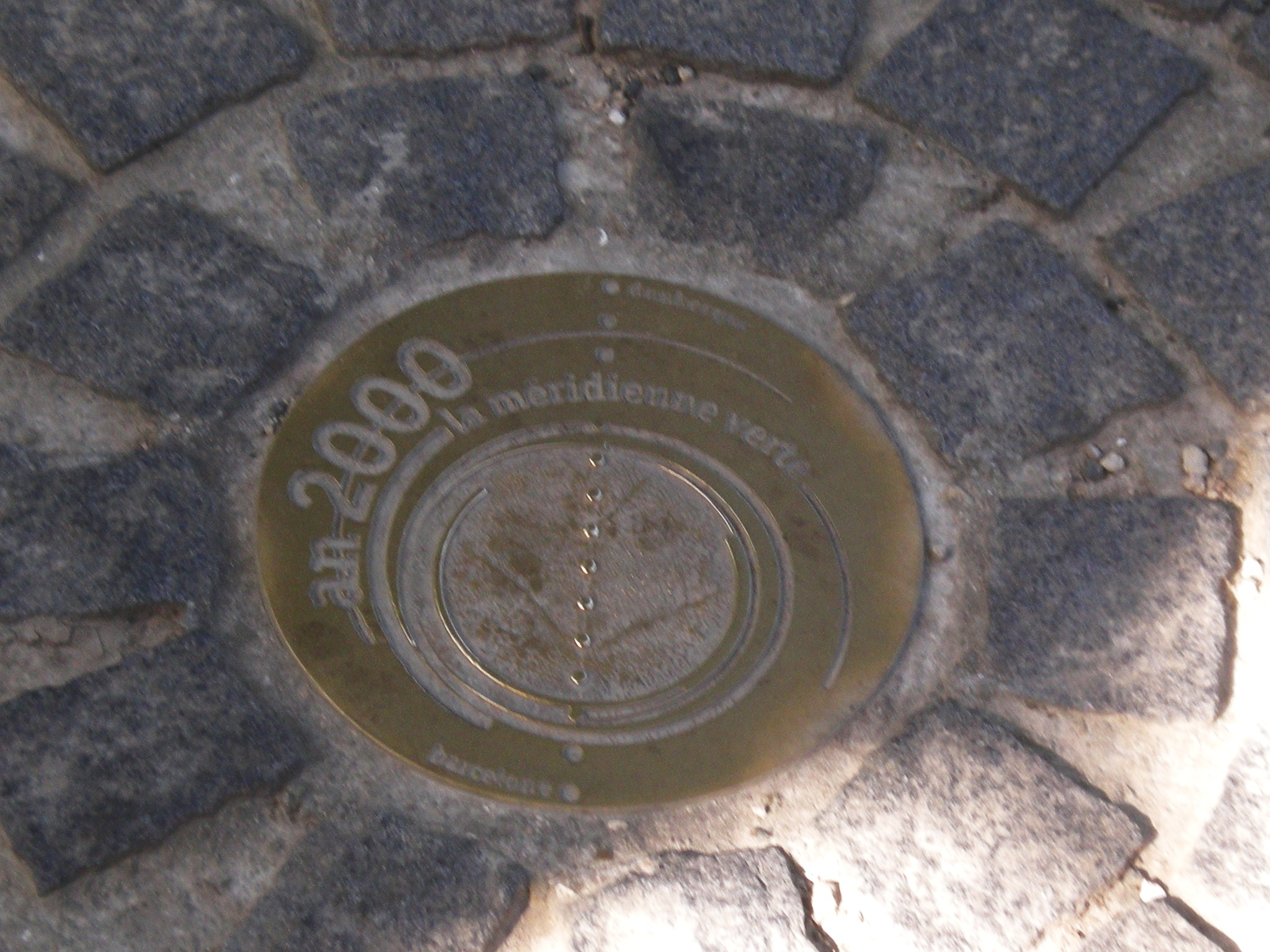
Marquage du passage de la méridienne verte sur la route forestière de Condé.

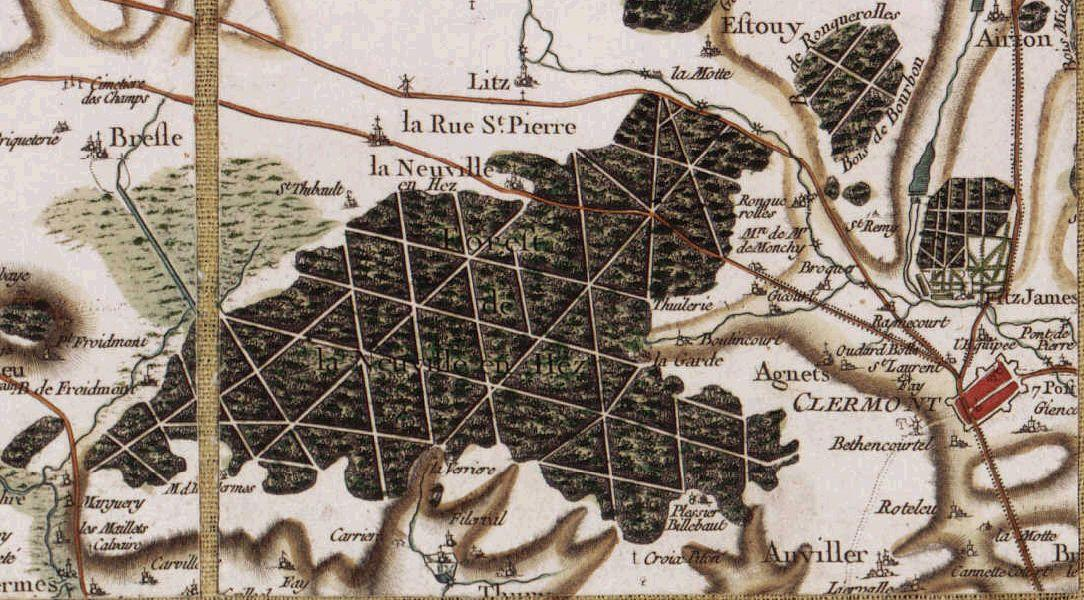
La forêt de Hez-Froidmont, carte de Cassini.

La forêt de Hez-Froidmont est située au nord du Bassin parisien, au centre du département de l'Oise, à l'ouest de la commune de Clermont. Le carrefour du magasin, un des points centraux de la forêt est situé à 58 km au nord de Paris. Elle appartient à la région forestière Valois et Vieille France, telle que définie par l'Inventaire forestier national, ainsi qu'à la sylvoécorégion (SER) du « Bassin parisien tertiaire ».
La forêt s'étend sur un plateau barré par la vallée du Thérain au sud et la vallée de la Brêche au nord-est. La forêt domaniale couvre 2 796 ha complétée de quelques bois périphériques. Elle occupe ainsi le territoire de sept communes :
- Bailleul-sur-Thérain
- Hermes
- Agnetz
- Thury-sous-Clermont
- La Rue-Saint-Pierre
- La Neuville-en-Hez
- Saint-Félix

Elle est traversée dans sa partie est (2°20'14.025"E) par la Méridienne verte.
La partie Ouest de la Forêt (principalement l'ancienne forêt de l'abbaye de Froidmont) est préservée au même titre que le Mont César dans le cadre du projet Natura 2000.

### Topographie et géologie

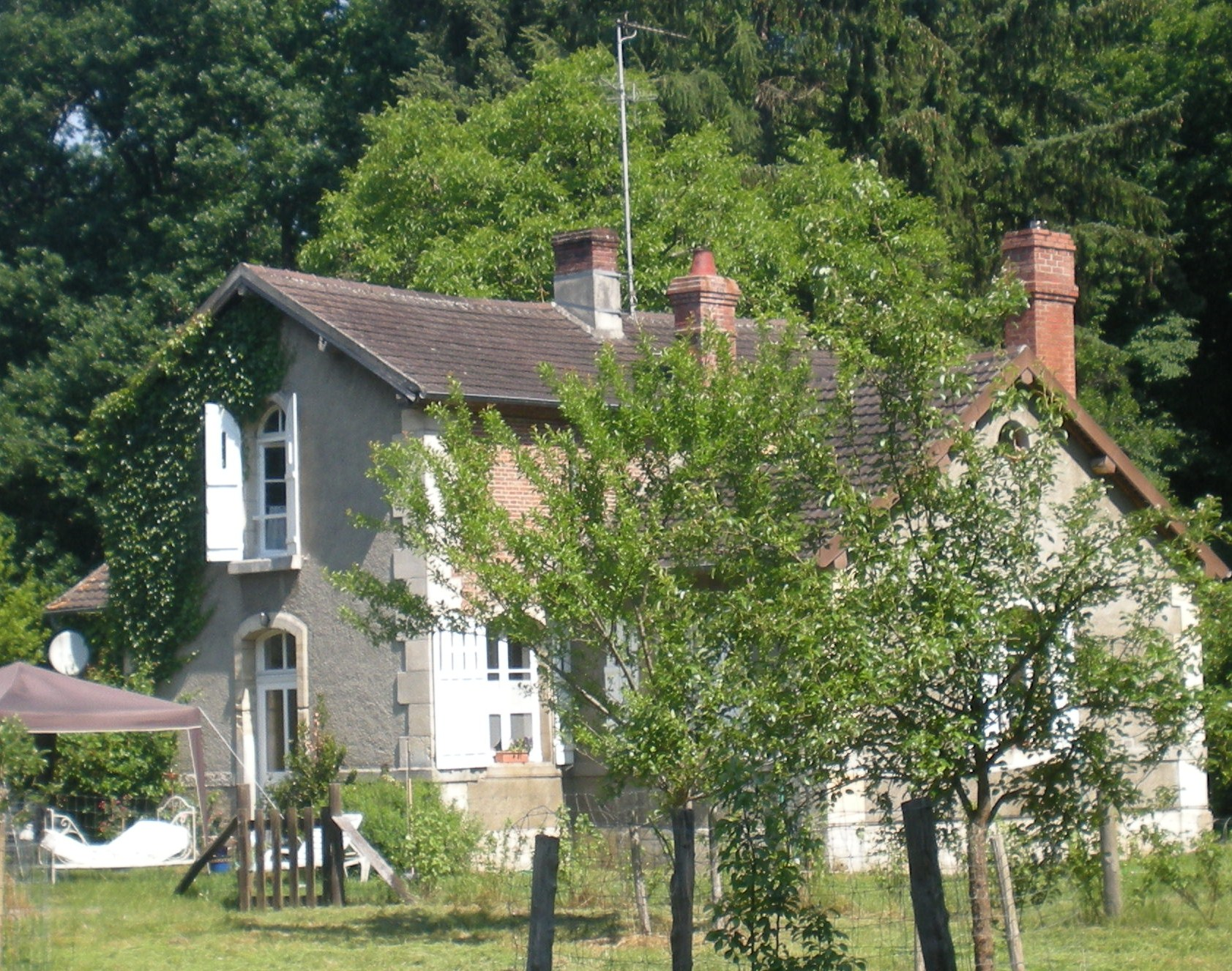
La maison forestière de Ployes, au nord-est de la forêt.

La forêt est située pour l'essentiel sur un plateau atteignant une altitude moyenne de 150 m. Elle y atteint son altitude maximale entre le carrefour du magasin et le carrefour de la Reine à 161 m. Elle s'étend par ailleurs jusque dans les fonds de vallée de la Brêche dans sa partie nord-est, au sud d'Etouy, ainsi qu'au nord-ouest, rejoignant les marais de Bresles, y atteignant son altitude minimale de 55 m.
La forêt est située sur un plateau de calcaire lutétien partiellement recouvert de limons des plateaux ou lœss. Dans les fonds de vallées, la forêt recouvre des alluvions modernes ou des limons à silex produits par l'érosion des couches crayeuses des plateaux calcaires environnants,. La commune se situe en zone de sismicité 1, très faiblement exposée aux séismes.

### Hydrographie
Appartenant au bassin versant de l'Oise, la forêt n'est pas traversée par de grands cours d'eau. Néanmoins, le plateau forestier est le point de départ de nombreux ruisseaux alimentant les vallées environnantes : ruisseau de la Trye à l'ouest et ruisseau de la Lombardie au sud vers le Thérain, le rû de la Garde, à l'est vers la Brêche par exemple. Ce dernier est alimenté par l'étang du Fond de la Garde, une des rares pièces d'eau située dans la forêt domaniale. Un certain nombre de bois en limite de forêt domaniale occupent par ailleurs des zones marécageuses comme les marais de Bresles, transformés pour certains en cressonnières. Pourtant, à la limite nord-est du massif proche de ces marais, on trouve une fontaine nommée "Fontaine Chaudron".

### Voies de communications

#### Routes

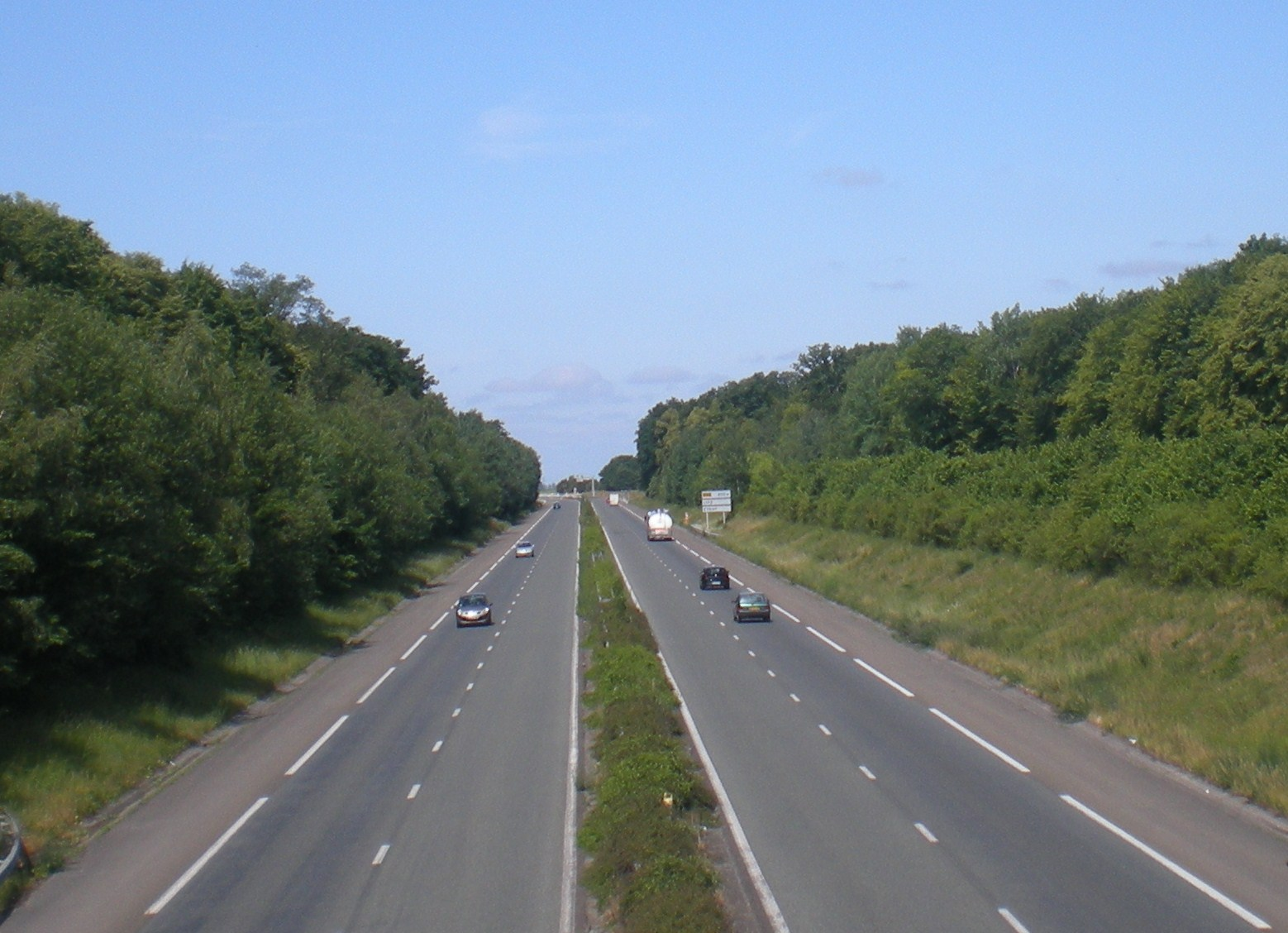
La voie express de la route nationale 31 lors de sa traversée de la forêt, située à l'emplacement de l'ancienne Ligne Rochy-Condé - Soissons.

La route nationale 31 est le seul axe important traversant une partie de la forêt. Limitée autrefois par une route à deux voies entre La Neuville-en-Hez et Gicourt, elle est déviée depuis 1995 par une voie rapide passant plus au nord que l'ancien itinéraire. Un passage de grande faune a été construit sur la déviation pour permettre à la faune et à certains promeneurs de traverser la voie rapide.
Quelques routes traversent entièrement la forêt : la route forestière de Condé puis de Froidmont, reliant la D 929 à l'est à l'abbaye de Froidmont à l'ouest d'où l'on peut rejoindre le hameau de Froidmont (commune de Bailleul-sur-Thérain) ou le village d'Hermes. La D 55, traverse la forêt du nord au sud entre La Neuville-en-Hez et Thury-sous-Clermont en passant par la maison forestière du magasin au centre du massif.
Au nord-est du massif passe la D 931, ancienne route nationale 31 et la route forestière de Bourbon qui relie le village d'Étouy à la D 931 par la maison forestière des Ployes. La route forestière Maguedonnel, reliant la maison forestière des Ployes à Boulincourt (commune d'Agnetz) a été fermée à la circulation à cause la vétusté du revêtement.

#### Voies ferrées

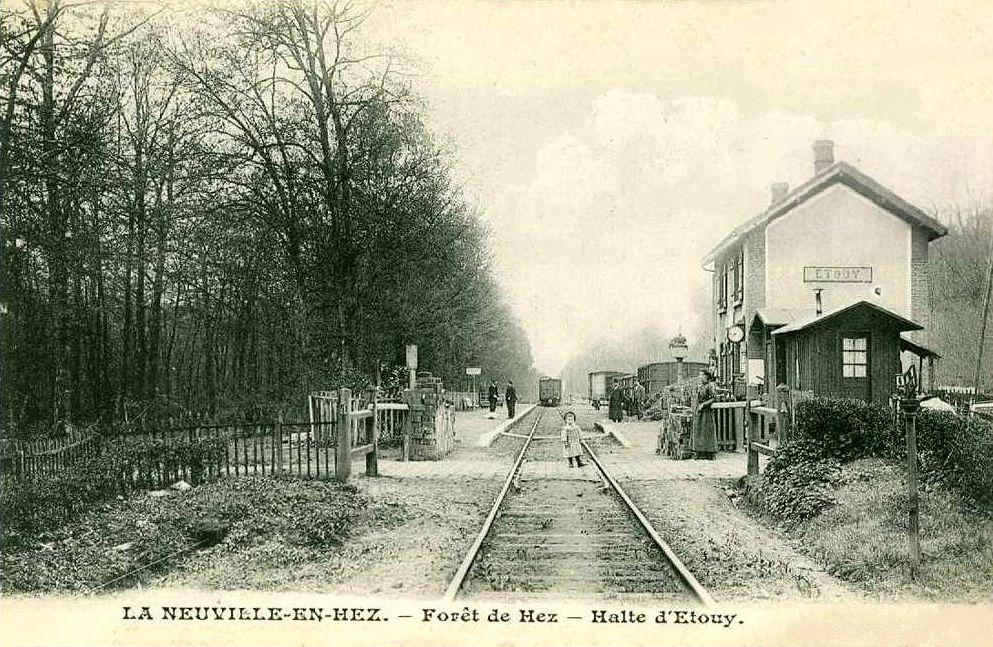
L'ancienne halte d'Etouy, au nord-est de la forêt.

La forêt n'est plus concernée par une ligne de chemin de fer. Elle fut cependant située sur le tracé de l'ancienne ligne Rochy-Condé à Soissons reliant Beauvais à Soissons par Clermont-de-l'Oise et Compiègne. Au carrefour entre la route forestière de Bourbon et la voie ferrée se trouvait l'ancienne halte d'Étouy, localisée cependant sur le territoire de la commune de La Neuville-en-Hez. La ligne, ouverte en 1870, fut déclassée en 1972 entre La Rue-Saint-Pierre et la halte d'Étouy puis l'année suivante entre la halte d'Étouy et la gare de Clermont. De nos jours, l'ancien emplacement de la ligne sur le territoire forestier est occupé par la voie rapide de la route nationale 31 et l'ancienne halte a été démolie.
Aujourd'hui, la gare ferroviaire la plus proche est située à Clermont-de-l'Oise à 4 kilomètres à l'est du massif sur la ligne Paris-Nord - Lille.

#### Liaisons douces
La forêt est traversée par le sentier de grande randonnée 124, démarrant de Cires-les-Mello pour se diriger vers Ailly-sur-Noye, dans le département de la Somme. Le massif forestier possède également une portion de voie verte, la Trans'Oise, sur 3 kilomètres démarrant de La Neuville-en-Hez pour se terminer provisoirement à Gicourt en permettant de relier à terme d'ici 2020 Beauvais à Compiègne.

## Histoire

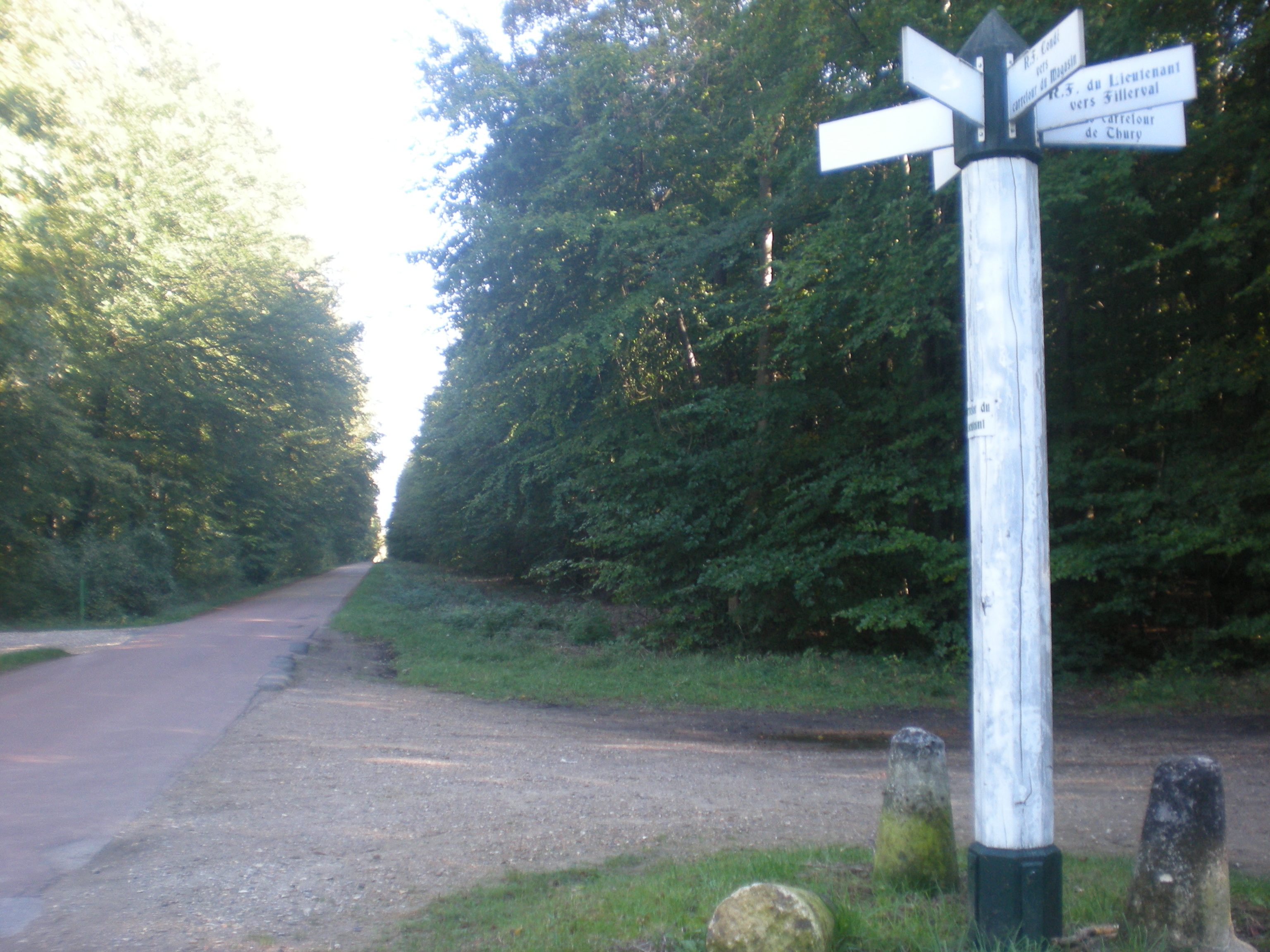
Le carrefour du Lieutenant et la route forestière de Condé.

### Époque celtique et romaine
Dans la forêt a été retrouvé un petit sanglier en bronze attribué à l'époque celtique.
Des poteries, des ustensiles d'ivoire et de bronze, des médailles et une marmite en bronze avec anse mobile datant de l'époque romaine ont été découverts à la cavée Notinette. Au lieu-dit « Les Brûlis », a été retrouvé un vase contenant 1400 médailles ainsi que des poteries rouges avec arabesques et des épingles en ivoire. De plus, une autre épingle d'ivoire portant un coq et un vase cinéraire en terre jaune a été trouvé dans un tombeau, avec des médailles d'Hadrien et de Lucius Verus,.

### Du Moyen Âge à nos jours
La forêt, propriété des comtes de Clermont entre dans le domaine royal sous Philippe Auguste en 1218. Elle devient ainsi une forêt royale puis domaniale dans sa plus grande partie,.
En 1345, la forêt de Hez, fut, dit-on, le théâtre de la première entrevue entre la douairière de Bourbon, femme de Charles V, roi de France. Une miniature du registre des hommages du comté de Clermont représente une scène de chasse qui eut lieu dans la forêt de Hez pendant le séjour de la reine à Clermont : la reine et la duchesse douairière occupent le milieu du tableau qui représente une forêt. La duchesse à la main droite appuyée sur le bras gauche du sire de Nédonchel, chambellan du comté. De l'autre côté de la duchesse, sa dame d'honneur présente un petit chien à la reine. Celle-ci tient un oiseau sur la main gauche. Derrière elle se trouve la petite princesse Marie, sa fille. Des six dames qui suivent, quatre tiennent chacune un chien attaché à une longue corde. La chasse, c'est-à-dire le duc de Bourbon et deux sergents de la forêt avec un cor de chasse qui n'est que la corne d'un bœuf, le cerf percé de son épée par le duc occupent le devant du tableau. Au fond est représenté un château, celui de Clermont ou peut-être celui de La Neuville-en-Hez.
En 1569, le roi Charles IX engage une partie de sa propriété pour payer ses reîtres allemands : cette partie est à cette époque traitée en taillis, tandis que les parcelles restées dans le domaine royal sont traités en futaies. En 1828, Louis VI Henri de Bourbon-Condé achète à l'État ces taillis sur lesquels les princes de Condé possédaient des droits depuis 1719. Son descendant, le duc d'Aumale les revend au banquier Stern. Démembrés au début du XXe siècle, ils sont rachetés progressivement par le service des eaux et forêts entre 1921 et 1931. Les 300 ha, bois ecclésiastiques appartenant à l'abbaye de Froidmont, sont intégrés à la forêt domaniale dès la Révolution,.
À la guerre de 1914-1918, des pièces d'artillerie avaient été installées sur les hauteurs de la forêt, balayant la vallée. Elles étaient approvisionnées par un train Decauville (voie à petit gabarit).
Pour célébrer le passage à l'an 2000, une mission, dirigée par Paul Chemetov, organisa des manifestations culturelles, scientifiques et sportives, et en particulier la plantation d'arbres le long de l'ancien méridien de Paris, entre Dunkerque et Barcelone.

## Faune et flore

### Faune
Les grandes futaies de hêtres abritent le pic noir depuis le début des années 1960.

### Flore

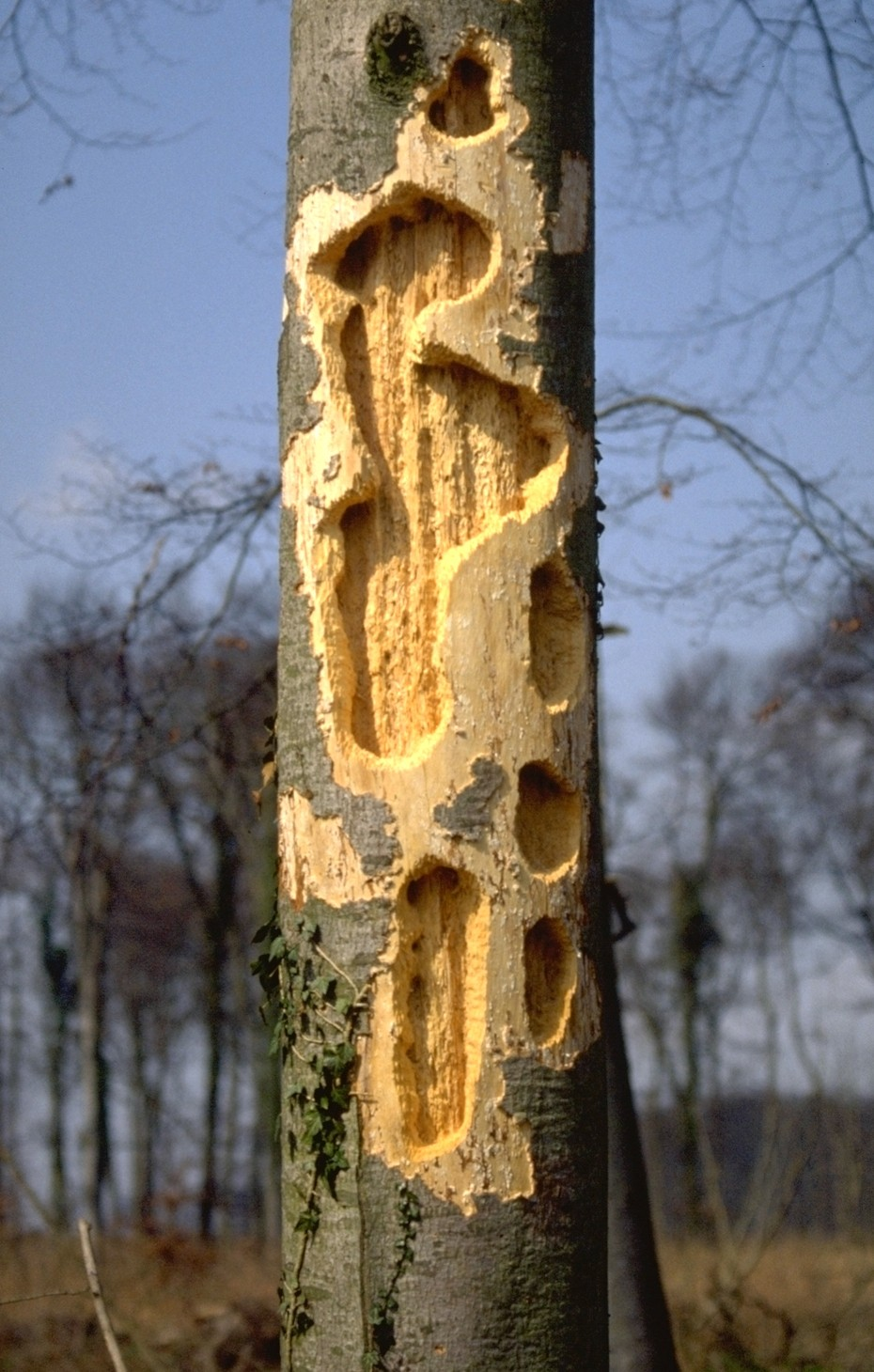
Vieux tronc de hêtre commun attaqué par un pic noir (Forêt de Hez-Froidmont, Oise).

Le paysage forestier est dominé par le hêtre commun (Fagus sylvatica), formant des futaies assez âgées dans certaines parcelles.

## Lieux remarquables

### Sites naturels

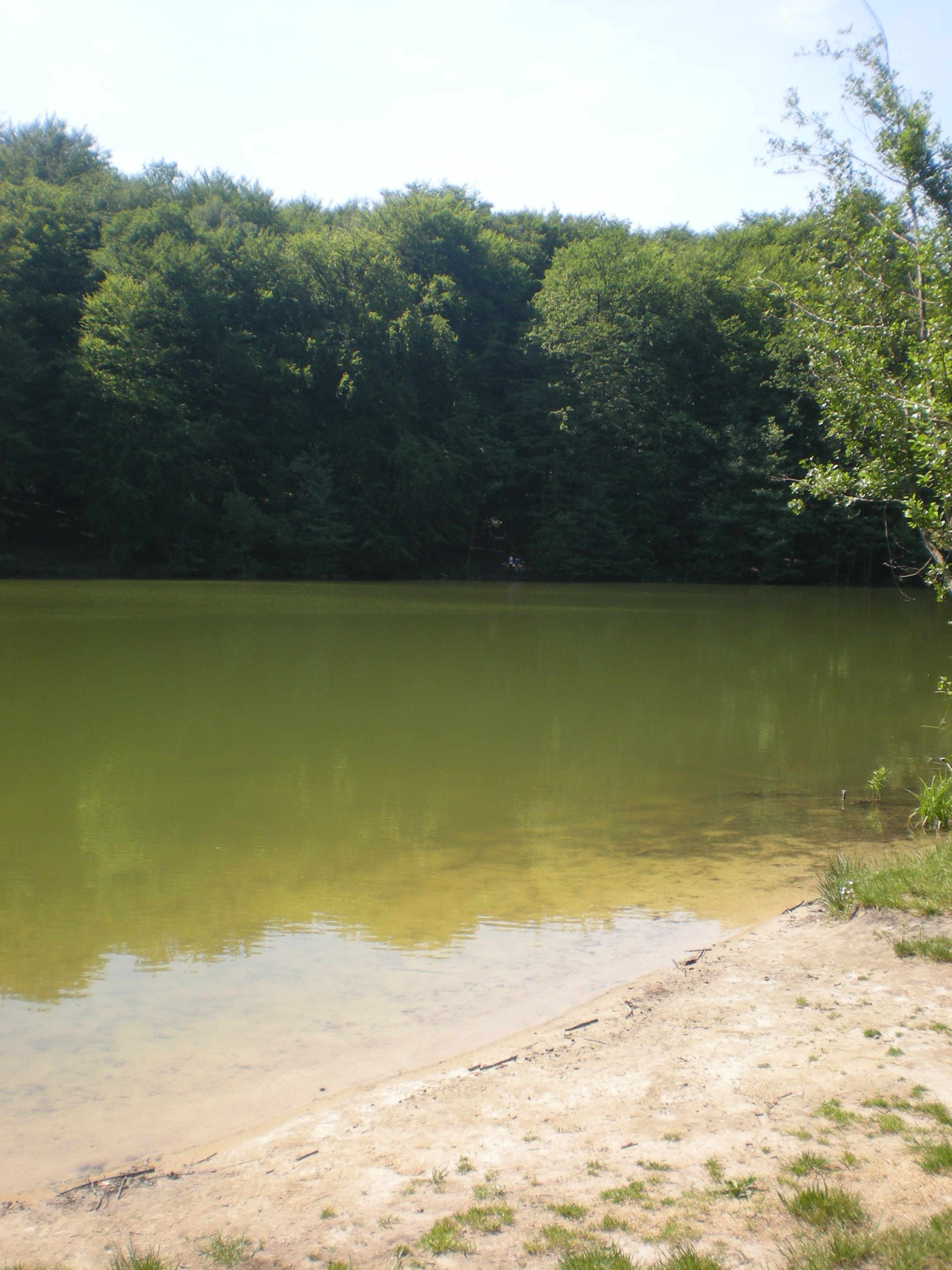
L'étang du fond de la Garde.

L'Étang du château Saint-Louis, situé à 500 m du village et accessible par deux routes est l'ancien étang du château Saint-Louis, autrefois situé au nord du site. Datant du XVe siècle, il fut détruit à plusieurs reprises au XVIIIe siècle et pendant la Seconde Guerre mondiale, il ne reste presque rien de cet édifice. L'étang est aujourd'hui communal et permet la promenade et la pêche à ses abords.
L'Étang du fond de la Garde, situé plus proche du hameau de Boulincourt (commune d'Agnetz) que du village de la Neuville-en-Hez. Créé dans les années 1970 sur le ruisseau de la Garde, il est aujourd'hui une retenue d'eau au milieu des arbres. La promenade est également possible.

### Arbres remarquables

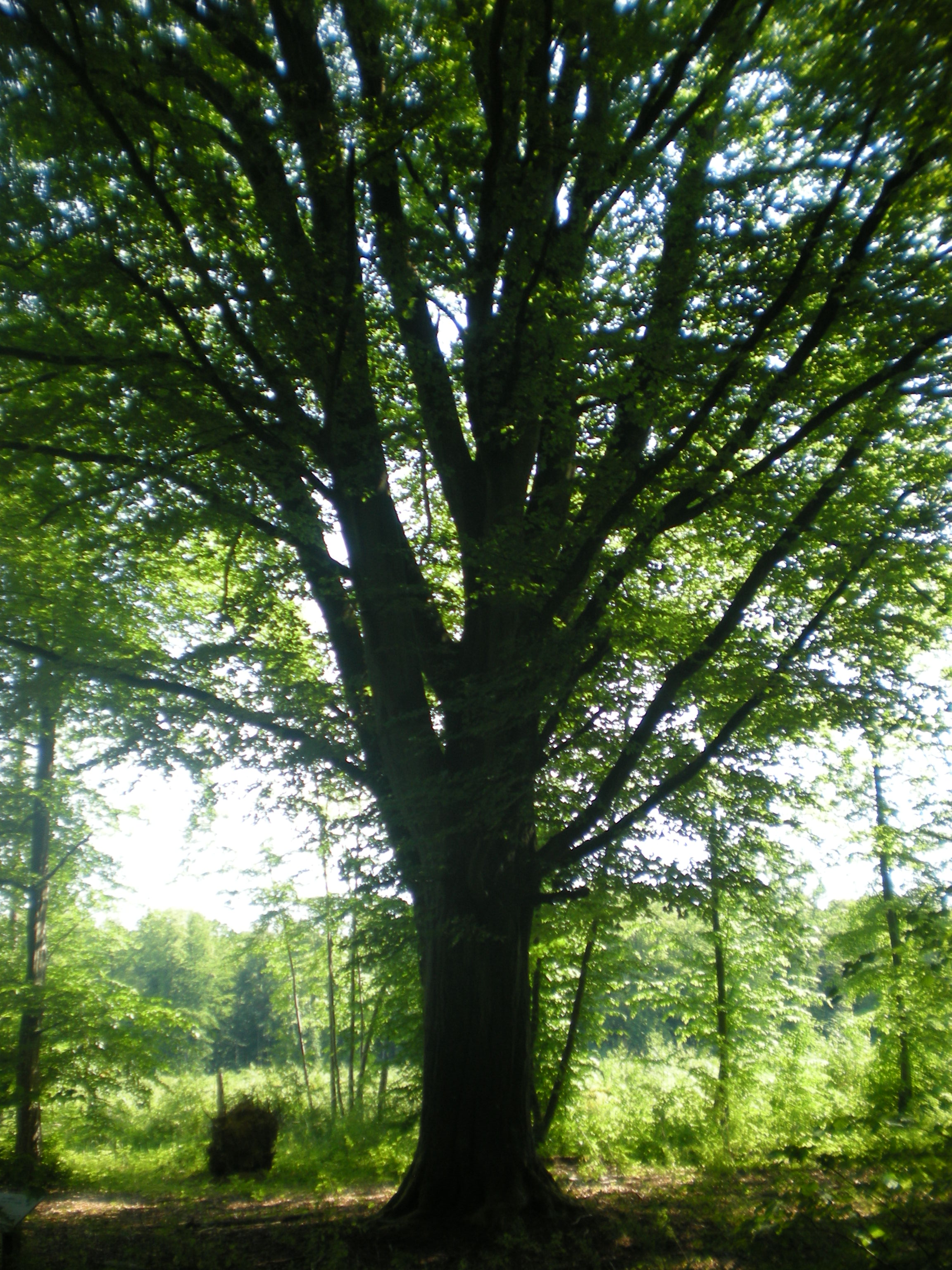
Le hêtre de la Croix le Comte.

- Le chêne Chandelier (49° 22′ 57″ N, 2° 16′ 43″ E): il doit son nom à la forme particulière de son tronc qui se décompose en trois. Il est accessible à partir de la maison forestière de l'abbaye de Froidmont puis en suivant le GR 124 vers la forêt sur la gauche.
- Le chêne Saint-Lucien (49° 22′ 20″ N, 2° 19′ 07″ E) : il doit son nom à son emplacement dans le Bois de Saint-Lucien. Ce dernier était l’évangélisateur du Beauvaisis. Les cultes païens rendus aux arbres étaient fréquents, et afin de s'adapter aux traditions séculaires la religion chrétienne s'est adaptée afin de convertir les masses en donnant aux arbres le nom d'un saint. Cette tradition s'est perpétuée, le parcours vers cet arbre est fléché depuis le carrefour du Magasin.
- Le hêtre de la Croix-le-Comte (49° 24′ 12″ N, 2° 21′ 31″ E) : il doit son nom à la parcelle du même nom. Entre la route nationale 31 et la maison forestière de Ployes, proche de la route permettant l'accès à Etouy, le parcours vers cet arbre est fléché.
- Le chêne Saint-Louis (49° 23′ 52″ N, 2° 19′ 17″ E) : il doit son nom au roi Louis IX qui demeura souvent dans le château de la Neuville. Certaines légendes démenties mais tenaces l'ont fait naître à tort à la Neuville-en-Hez. Le chêne se trouve sur la droite en haut de la première côte de la D 55.

### Monuments historiques

#### Monuments historiques sur le territoire de la forêt

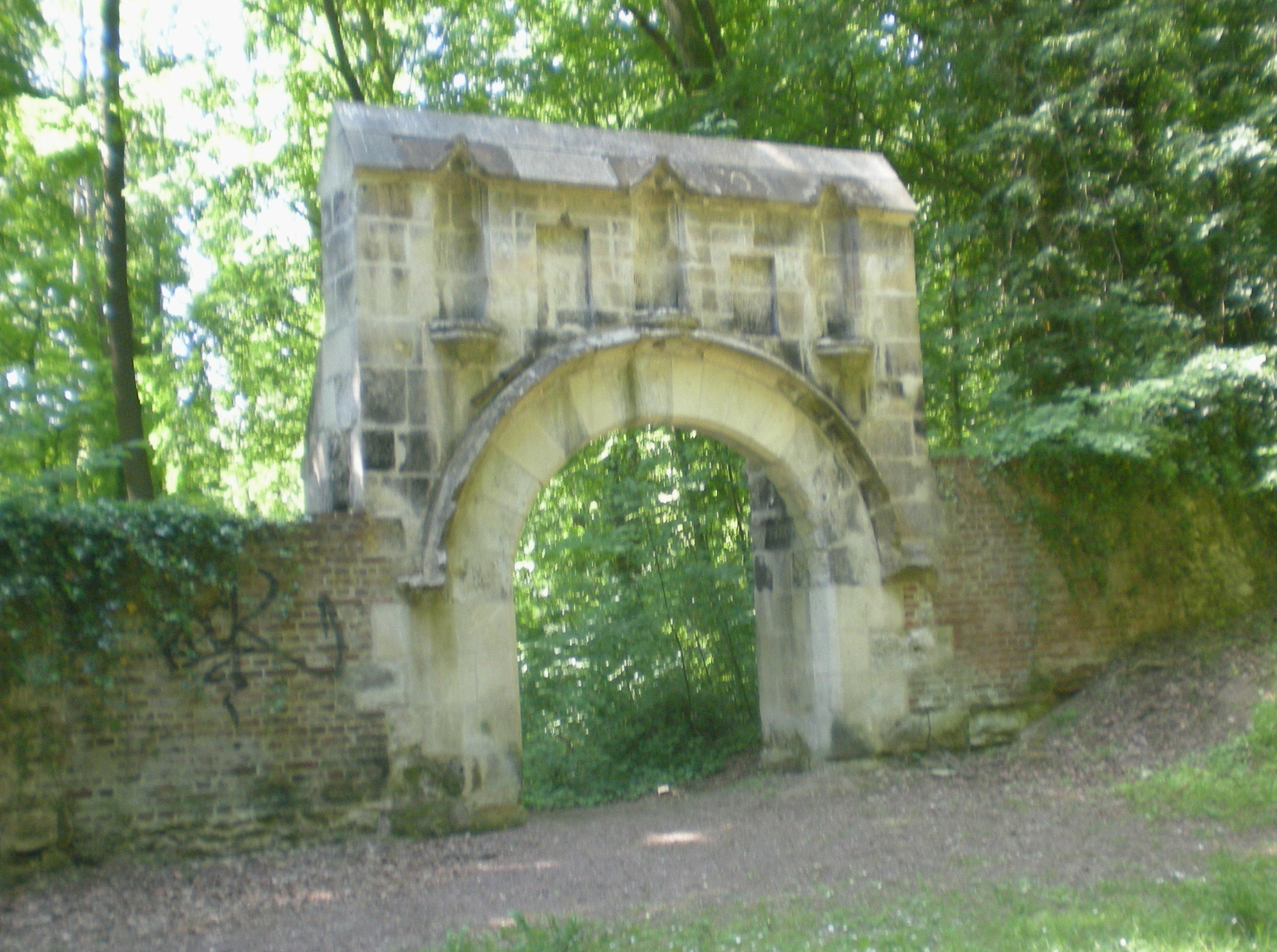
Le porche du couvent Notre-Dame-de-la-Garde, l'un des seuls vestiges du site religieux.

Le couvent des Cordeliers Notre-Dame de la Garde : De l'ancien couvent, il ne reste que le porche d'entrée et les soubassements du mur d'enceinte. Raoul de Falize, gentilhomme de la Maison des Bourbons au XVe siècle, se retira sur le lieu d'un ermitage appelé Saint-Jean-Baptiste pour y vivre solitairement. Un couvent fut construit et reçut le nom de Notre-Dame de la Garde en 1480. Raoul de Falize fut le premier prieur des cordeliers. À partir du XVIIe siècle, ce couvent servit de maison de force pour les personnalités indésirables arrêtées par lettre de cachet. À sa suppression, en 1790, il y avait 19 détenus sous motif ou prétexte de folie. Les moines s'installèrent à Clermont pour créer une structure qui donna l'origine de l'Hôpital Psychiatrique.
Le porche fait l’objet d’une inscription au titre des monuments historiques depuis le 23 février 1951.

#### Monuments historiques aux abords immédiats
Plusieurs monuments situés aux abords immédiats de la forêt ont un lien direct avec celle-ci.
L'abbaye de Froidmont, aujourd'hui rattachée à la commune d'Hermes, elle faisait partie du comté de Clermont à l'époque médiévale. L'abbaye a été fondée vers 1134 par Valeran, abbé d'Ourscamp. Elle était dénommée à l'origine Sainte-Marie-de-Trie, du nom du ruisseau, la Trie, affluent du Thérain, qui prend sa source dans les marais de Bresles. Actuellement, il ne subsiste que l'exploitation agricole ainsi qu'une grange en ruine.
Le site fait l’objet d’une inscription au titre des monuments historiques depuis le 4 décembre 1995.
L'église Saint-Léger et Sainte-Agnès, située à Agnetz, datant des XIIe, XIVe, XVe et XVIe siècles. Construite dans le style gothique, elle était appelée au Moyen Âge « la petite cathédrale » du fait de ses grandes dimensions pour une église paroissiale. L'intérieur possède une belle mise au tombeau du Christ du XVIe siècle. L'église est classée monument historique depuis le 9 septembre 1850. Le monument est situé à 800 mètres en contrebas l'extrémité ouest de la forêt.
L'église Notre-Dame de la Nativité, située à La Neuville-en-Hez, elle date du XIIe siècle et a été fondée en 1187. Elle est surmontée d'un clocher gothique et possède une façade classique. Elle est inscrite à l'inventaire des monuments historiques depuis le 2 avril 1927. Elle n'est située qu'à 300 mètres de la forêt.
L'église Saint-Lucien localisée à La Rue-Saint-Pierre. Datant du XIe siècle en partie, elle est entourée d'un cimetière ancien. Elle possède également l'un des seuls clochers mur du département. L'édifice et le cimetière sont classés à l'inventaire des monuments historiques depuis le 8 septembre 1943.L'église est située à 600 mètres de la forêt.